# Jakob Michael Reinhold Lenz
Jakob Michael Reinhold Lenz (Cēsvaine, 23 gennaio 1751 – Mosca, 4 giugno 1792) è stato uno scrittore tedesco, uno dei maggiori rappresentanti dello Sturm und Drang.

## Biografia
Nato nell'allora Livonia (nell'odierna Lettonia), la sua prima opera gli fruttò già a quindici anni fama di genio. Nel 1768 intraprese studi di teologia a Königsberg (Prussia), seguendo le orme del padre (parroco), traducendo intanto Alexander Pope, Plauto e William Shakespeare. La sua vera vocazione però era la letteratura e ben presto abbandonò gli studi teologici.
Diventa Precettore e si interessa particolarmente al Dibattito di quegli anni sull'istruzione. Molto probabilmente è questa sua professione ad ispirarlo per il suo dramma "Il precettore ovvero vantaggi dell'istruzione privata".
Durante un viaggio a Strasburgo, nel 1771, conobbe Johann Wolfgang von Goethe, il quale gli avrebbe fatto incontrare in seguito letterati come Johann Gottfried Herder e Johann Kaspar Lavater. Il suo dramma Il precettore (Der Hofmeister, oder Vorteile der Privaterziehung 1774) e altre opere, pubblicate nello stesso anno, furono attribuite inizialmente a Goethe, notizia che fece non poco spazientire Lenz.
Il rapporto tra Lenz e Goethe era un "odi et amo" in quanto Lenz ammirava Goethe per la sua bravura letteraria ma, allo stesso tempo, desiderava sovrastarlo o almeno raggiungerlo e stare "al suo passo".
Del 1776 è la commedia Die Soldaten, da cui l'opera Die Soldaten di Zimmermann, che venne rielaborata nel 1968 da Heinar Kipphardt. Lenz interruppe la dipendenza dal modello vincolante delle tre unità di "tempo, spazio e azione", seguito fin dal tempo di Aristotele, anticipando così elementi decisivi del dramma moderno. Nel 1777 fu colpito da una malattia mentale che paralizzò la sua creatività e lo costrinse a lunghi soggiorni terapeutici in Svizzera e a Riga.
Riparato, infine, presso amici a Mosca, vi morì completamente povero e abbandonato.
Il suo tragico destino (e in particolare il suo vagabondaggio sui monti Vosgi durante il declino della sua mente) fu narrato nel famoso racconto Lenz di Georg Büchner (1839). Le sue opere furono rielaborate anche da Bertolt Brecht.

### Principali opere
- Die Landplagen (1769)
- Der Hofmeister, oder Vorteile der Privaterziehung (Il precettore o i vantaggi dell'educazione privata, 1774)
- Der neue Menoza (Il nuovo Menoza, 1774)
- Anmerkungen über Theater (1774)
- Pandaemonium Germanicum (1775), trad. it. con il titolo Pandämonium Germanicum, a cura di M. Latini, Morcelliana, Brescia, 2017.
- Die Soldaten (1776)
- Der Landprediger (1776)
- Der Waldbruder (edito nel 1882)

Letteratura secondaria
- Micaela Latini, La stella e la meteora. Goethe e J.M.R. Lenz (a partire da "Der Wadbruder"), in "Cultura tedesca", 47-48 (2015), pp. 127-144.

## Fonti
- "Jakob Michael Reinhold Lenz: Leben und Werk" di Friedrich Schnapp
- Studi accademici e biografie su autori del periodo del Sturm und Drang e della letteratura tedesca del XVIII secolo
- Fonti accademiche specifiche sulla storia della letteratura tedesca e sul movimento Sturm und Drang